# Ryan Shea
Ryan Shea, född 11 februari 1997, är en amerikansk professionell ishockeyback som spelar för Pittsburgh Penguins i National Hockey League (NHL).
Han har tidigare spelat för Texas Stars i American Hockey League (AHL); Northeastern Huskies i National Collegiate Athletic Association (NCAA) samt Youngstown Phantoms i United States Hockey League (USHL).
Shea draftades av Chicago Blackhawks i fjärde rundan i 2015 års draft som 121:a spelare totalt.

## Statistik
| 2011–2012   | Boston Advantage U14 |             | 5   | 0  | 4  | 4  | 0  | —  | — | — | — | — |
| 2012–2013   | BC High Eagles       |             | 23  | 3  | 9  | 12 | —  | —  | — | — | — | — |
|             | Boston Advantage U16 | T1EHL       | 3   | 0  | 0  | 0  | 2  | —  | — | — | — | — |
| 2013–2014   | BC High Eagles       |             | 19  | 5  | 16 | 21 | —  | —  | — | — | — | — |
|             | Cape Cod Whalers U16 | MHSL        | 12  | 1  | 7  | 8  | 4  | —  | — | — | — | — |
| 2014–2015   | BC High Eagles       |             | 22  | 6  | 29 | 35 | —  | —  | — | — | — | — |
|             | Cape Cod Whalers U18 | MHSL        | 14  | 3  | 6  | 9  | 0  | —  | — | — | — | — |
|             | Youngstown Phantoms  | USHL        | 2   | 0  | 0  | 0  | 0  | —  | — | — | — | — |
| 2015–2016   | Youngstown Phantoms  | USHL        | 28  | 2  | 5  | 7  | 32 | —  | — | — | — | — |
| 2016–2017   | Northeastern Huskies | NCAA        | 38  | 1  | 13 | 14 | 8  | —  | — | — | — | — |
| 2017–2018   | Northeastern Huskies | NCAA        | 38  | 1  | 16 | 17 | 24 | —  | — | — | — | — |
| 2018–2019   | Northeastern Huskies | NCAA        | 39  | 3  | 13 | 16 | 12 | —  | — | — | — | — |
| 2019–2020   | Northeastern Huskies | NCAA        | 34  | 5  | 26 | 31 | 10 | —  | — | — | — | — |
| 2020–2021   | Texas Stars          | AHL         | 27  | 0  | 6  | 6  | 10 | —  | — | — | — | — |
| 2021–2022   | Texas Stars          | AHL         | 66  | 3  | 29 | 32 | 23 | 2  | 0 | 0 | 0 | 0 |
| 2022–2023   | Texas Stars          | AHL         | 70  | 7  | 21 | 28 | 36 | 8  | 0 | 4 | 4 | 6 |
| 2023–2024   | Pittsburgh Penguins  | NHL         | 1   | 0  | 0  | 0  | 0  | —  | — | — | — | — |
| NHL totalt  | NHL totalt           | NHL totalt  | 1   | 0  | 0  | 0  | 0  | —  | — | — | — | — |
| AHL totalt  | AHL totalt           | AHL totalt  | 163 | 10 | 56 | 66 | 69 | 10 | 0 | 4 | 4 | 6 |
| NCAA totalt | NCAA totalt          | NCAA totalt | 149 | 10 | 68 | 78 | 54 | —  | — | — | — | — |
| USHL totalt | USHL totalt          | USHL totalt | 30  | 2  | 5  | 7  | 32 | —  | — | — | — | — |

### Internationellt
| Källa: Uppdaterad: 2023-10-22 | Källa: Uppdaterad: 2023-10-22 | Källa: Uppdaterad: 2023-10-22 |         | Utv = Utvisningsminuter | Utv = Utvisningsminuter | Utv = Utvisningsminuter | Utv = Utvisningsminuter | Utv = Utvisningsminuter |
| År                            | Lag                           | Mästerskap                    | Matcher | Mål                     | Assists                 | Poäng                   | Utv                     |                         |
| ----------------------------- | ----------------------------- | ----------------------------- | ------- | ----------------------- | ----------------------- | ----------------------- | ----------------------- | ----------------------- |
| 2021                          | USA                           | VM                            | 3       | 0                       | 1                       | 1                       | 0                       |                         |
| Senior totalt                 | Senior totalt                 | Senior totalt                 | 3       | 0                       | 1                       | 1                       | 0                       |                         |